# Tour lent

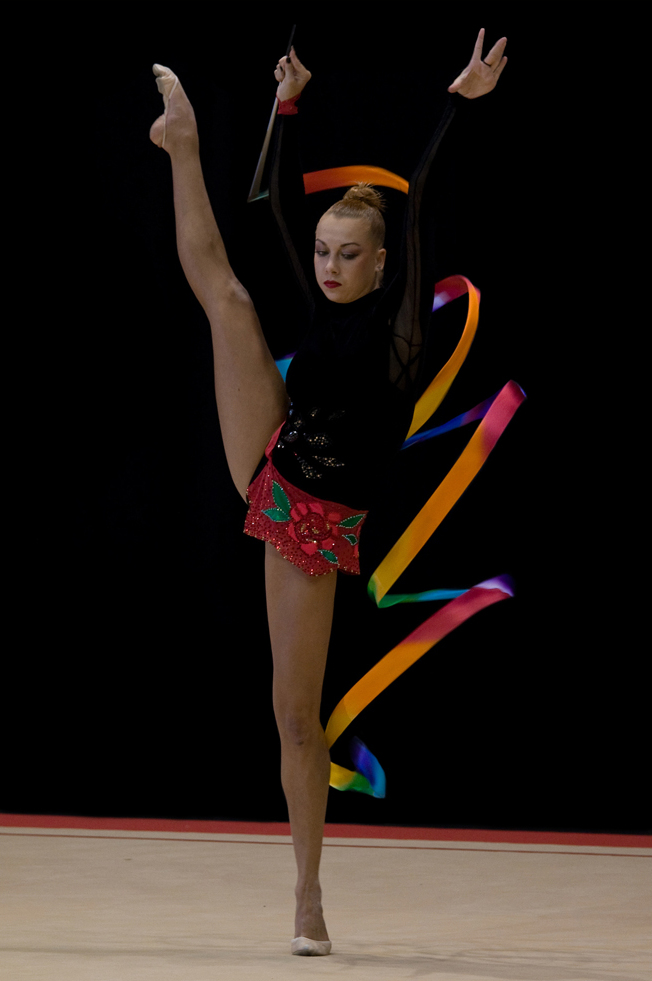
Гимнастка Наталья Годунко выполняет турлян в упражнении с лентой (2008)

Tour lent (рус. тур-лян — «медленный поворот») — движение классического танца, один из основных элементов адажио, а также элемент в художественной гимнастике. Поворот, выполняемый в медленном темпе вокруг себя, стоя на одной (опорной) ноге, в то время как другая (работающая) поднята в воздух в любом направлении на какую-либо высоту.
Быстрые повороты на полупальцах или прыжке в русской балетной школе называются турами (tour). Во французской школе tour lent обычно называют promenade («променад» — «прогулка»).

## В балете
Tour lent является одним из основных движений балетного адажио. В экзерсисе является элементом адажио (как упражнения) на середине зала, с помощью которого отрабатываются устойчивость и чувство равновесия в позе, координация — мягкость, плавность и общая согласованность движений, а также сила опорной ноги и мышц, удерживающих поднятую работающую ногу. В хореографии используется как средство выразительности. Особенно часто встречается в женском сценическом танце (как в сольном, так и в дуэте — т. н. «обводки»), позволяя танцовщицам демонстрировать такие балеринские качества, как грациозность, музыкальность, шаг (возможность высоко поднять ногу) и апломб.
Как и все другие виды движений en tournant (т. е. в повороте), tour lent может выполняться либо en dehors (наружу), либо en dedans (внутрь). Поворот на всей стопе осуществляется за счёт ряда небольших движений: пятка опорной ноги приподнимается над полом и, с опорой на подушечку стопы, сдвигается на часть круга в нужном направлении, после чего опускается на пол и сразу приотрывается вновь, чтобы продолжить поворот. При движении en dehors пятка сдвигается относительно пальцев стопы назад, при движении en dedans — вперёд. Другими словами: если опорная нога левая, а поворот идёт вправо - движение будет en dehors, если же поворот идёт влево — движение будет en dedans (и наоборот, если опорная нога правая).
Tour lent может выполняться на вытянутой опорной ноге (понятие вытянутости здесь относительное, так как при выполнении поворота колено опорной ноги слегка расслабляется), на demi-plié (колено опорной ноги согнуто), на полупальцах и на пальцах (с поддержкой партнёра).
Так как tour lent выполняется стоя в какой-либо позе (положение стоя на одной ноге), движение разучивается лишь после того, как эти позы и такие основные элементы балетного адажио, как battement relevé lent и battement développé, хорошо освоены на середине зала. У исполнителя также должна быть отработана ориентация по точкам балетного зала, который условно делится на 8 точек по часовой стрелке, где точка 1 — положение en face, то есть лицом к зрителю, точка 2 — угол справа, точка 3 — положение в профиль, и так далее.
Tour lent может делаться как на полный круг (поворот вокруг своей оси на 360°), так и на любую часть круга по точкам зала (90°, 180°, ¾ круга), как усложнение — тур и ¼ круга, полтора тура, тур и ¾ круга, двойной тур (double promenade) и так далее. Так, в финале Адажио с кавалерами в I акте балета «Спящая красавица» в хореографии Мариуса Петипа балерина, исполняющая партию принцессы Авроры, выполняет четыре tour lent en dedans, стоя в позе attitude effacée на пальцах — по одному туру с каждым из кавалеров.
Tour lent может быть как основным движением адажио, так и связующим движением для перехода из позы в позу — в таком случае чаще всего используют повороты на ¼ или ¾ круга.
Поворот исполняется как в положениях en face, так и в позах épaulement — croisée и effacée. Наиболее сложным для выполнения считается тур в позе écartée (когда работающая нога поднята в сторону на 2-ю позицию, а корпус от талии слегка отклонён в противоположную сторону).
При выполнении движения работающая нога может быть поднята вперёд, в сторону или назад. Нога, поднятая вперёд либо назад, может быть как прямая, так и согнутая в колене (позы арабеск и attitude). В дальнейшем, по мере освоения балетной техники, во время выполнения тура поза может меняться путём плавной перемены положения рук (port de bras), сгибанием либо разгибанием поднятой ноги, а также переводом работающей ноги из одного положения в другое положение через passé (сгибая ногу в колене и разгибая её в другом направлении), либо делая rond (переводя по воздуху по кругу). Движение разучивается с подъёмом работающей ноги на 45°, затем на 90°; в конечном виде оно выполняется с ногой, поднятой на максимальную высоту.
Так как tour lent является элементом адажио, он должен выполняться предельно плавно и грациозно, с хорошим ощущением равновесия, без толчков, подёргиваний и рваных движений; движения опорной стопы должны быть практически незаметны, поднятая нога удерживается на одной высоте, точно сохраняя принятое положение. В целом, выполнению медленного тура должны сопутствовать музыкальность, гармоничное построение позы и координационная слаженность движений.

## В художественной гимнастике
Турлян как спортивный элемент был заимствован из балета. В художественной гимнастике он считается одним из сложнейших элементов, так как выполняется на полупальцах опорной ноги (пятка спортсменки не должна касаться пола). Может выполняться в переднем равновесии, в заднем, в боковом шпагате, в вертикальном и т. д. Гимнастка, стоя на полупальцах опорной ноги, другую поднимает вверх, в сторону либо назад на максимальную высоту. Затем выполняет поворот на опорной ноге, при этом не опуская стопу на пятку. Положение корпуса может быть как вертикальным, так и в наклоне.
Качество исполнения элемента во многом зависит от комплексного проявления силы мышц опорной ноги, функции равновесия, растяжки и выворотности суставов ног.